# 자자 (음악 그룹)
자자(ZAZA)는 1996년 데뷔한 대한민국의 혼성 댄스 그룹이다. 1집 《Illusion》 수록곡인 유로 댄스곡 <버스 안에서>로 큰 인기를 얻었다. 팀명 자자(ZaZa)는 자자손손 유명한 팀이 되자는 뜻이라고 한다. 원년 멤버는 유영(메인 보컬), 조원상(랩/댄스), 권용주(랩/댄스), 김주영(랩/댄스)으로 시작하였으나, 김주영이 학업을 이유로 활동 중 돌연 탈퇴하게 되어, 새로운 멤버로 여고생이었던 김정미(랩/안무)를 영입하여 <버스 안에서> 활동을 계속하였으며 이 탓인지 초반 활동은 김주영, 본격 인기 궤도에 오르면서는 김정미가 활동했고 당시 1위 후보 영상들도 김정미가 랩을 했다.
그 뒤, 1집을 끝으로 권용주 김정미가 탈퇴한 후 2집에는 하천수, 조경숙이 합류했지만  1집만큼 성공하지 못한 채 2집을 마지막으로 해체되었는데, 2006년 다른 기획사에서 이름만 그대로 가져와서 새로운 인물들로 짝퉁 자자를 결성하여 2010년까지 활동시킨다. 
원조 자자는 슈가맨 시즌3에 마지막 주인공으로 유영, 조원상만 출연하였고 2020년 2인 체제로 활동을 재개하였다.

## 음반 목록

### 원조 자자
- 1집 《Illusion》(1996, 삼성뮤직): 버스안에서
- 2집 《Vision》(1997, 웅진미디어): 왔어

### 짝퉁 자자
- 싱글 1집 《Plus Music》(2007, 39 Total Media/엠넷미디어)
- 싱글 2집 《Station》(2008, 엠넷미디어)
- 싱글 3집 《탄생》(2010, 쓰리나인종합미디어/엠넷미디어)

## 수상 경력
- 복지TV 가요대상 그룹부문